# Сухопутні війська Німеччини
Сухопутні війська Німе́ччини (нім. Deutsches Heer) — один з видів збройних сил Німеччини. Сучасна німецька армія була заснована в 1955 році як частина новоствореного західнонімецького Бундесверу разом з морською піхотою (ВМС Німеччини) та Люфтваффе (ВПС Німеччини). Станом на січень 2022 року чисельність німецької армії становила 62 766 солдатів.

## Історія
Німеччина стала сучасною єдиною державою в 1871 році та попередні назви німецьких сухопутних військ включають:
- 1871–1935 — Рейхсвер (нім. Reichsheer) або імператорську армію, частину імперських сил;
- 1935–1945 — армію, частину Вермахту (нім. Heer);
- 1956–1990 — сухопутні війська Національної народної армії НДР (нім. Landstreitkräfte);
- 1955—даний час — німецька армія ФРН (нім. Deutsches Heer), складова частина Бундесверу (нім. Bundeswehr).

Сучасні сухопутні війська були створені у десятий рік після закінчення Другої світової війни 12 листопада 1955 р. Заснуванню німецької армії передувало підписання угод в Парижі в 1954 р., по яких на території ФРН був відмінений окупаційний режим, відновлений її державний суверенітет.
Після об'єднання двох Німеччин 12 вересня 1990 р., збройні сили НДР увійшли до складу бундесверу. На той момент сухопутні війська складали максимальну чисельність після Другої світової війни — 360 тис. чоловік. Після закінчення холодної війни німецький уряд прийшов до єдиної думки, що така велика армія за чисельністю не потрібна. Відповідно до програми модернізації до 1 липня 2001 року були розформовані національні армійські корпуси, 1-а гірсько-піхотна і 5-та танкова дивізії і створені дві дивізії — аеромобільна та спеціальних операцій, а також командування родів військ, що включає формування бойового і тилового забезпечення. Всі штаби дивізій перепідпорядковані безпосередньо оперативному командуванню сухопутних сил, а військові округи в жовтні того ж року передані в Об'єднані сили забезпечення Німеччини зі скороченням їх кількості з семи до чотирьох. За даними на 2009 р. чисельність сухопутних військ Німеччині становить 102 756 осіб.

## Організація

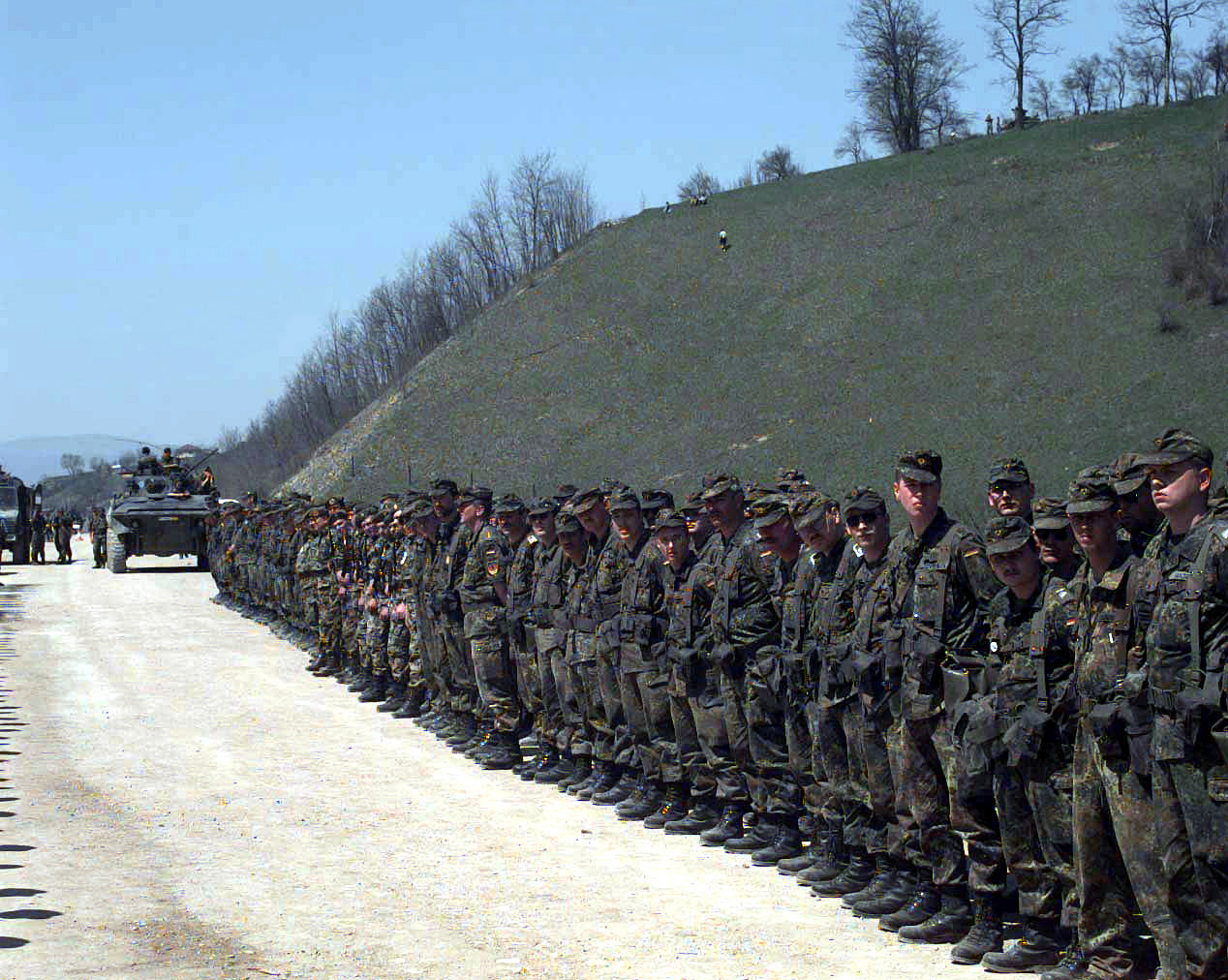
Німецькі солдати в Боснії (1996)

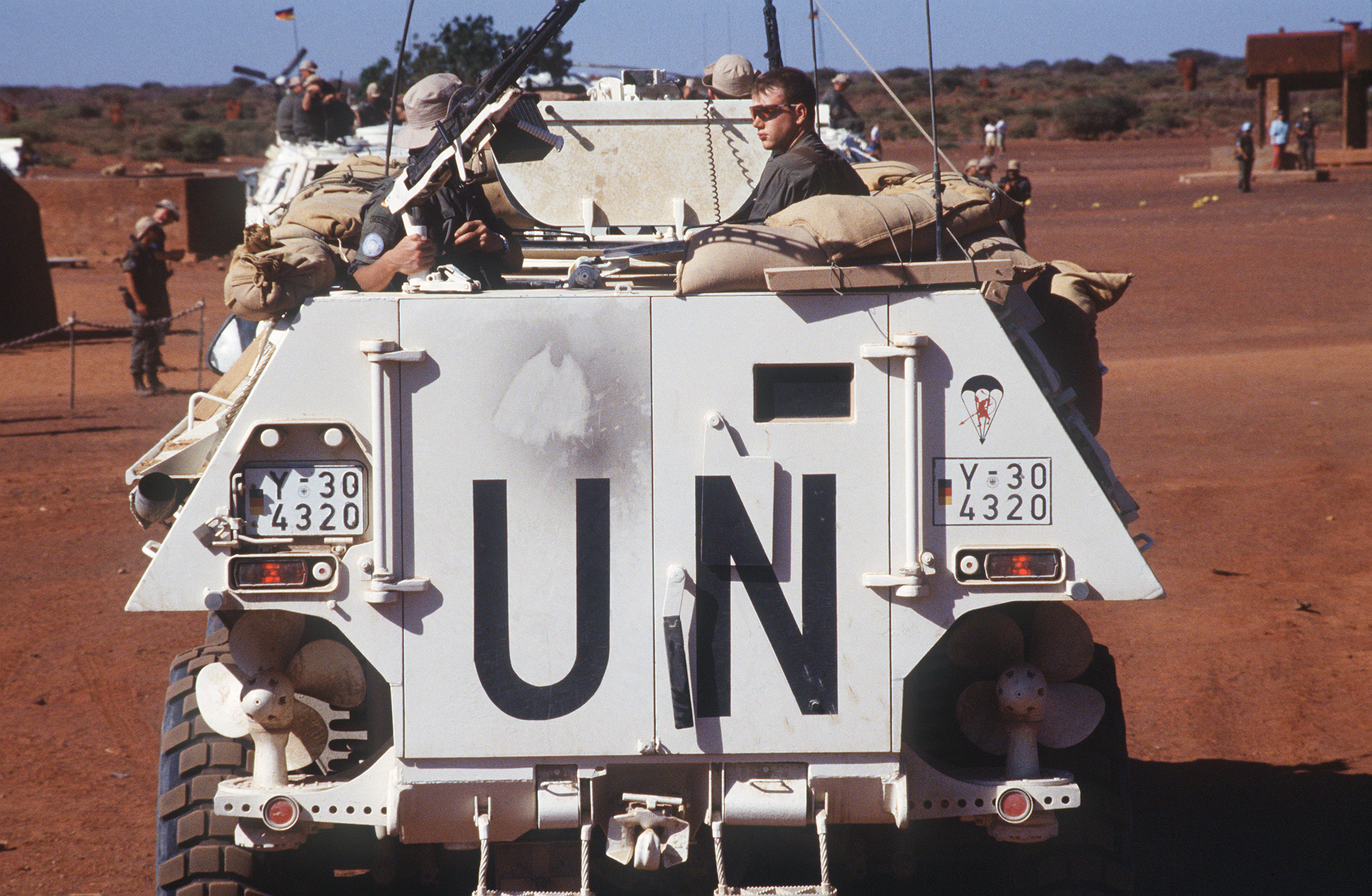
Німецькі миротворці зі складу 261-го парашутного батальйону Бундесверу на бронетранспортері TPz «Фукс» в Сомалі. 1993

Сухопутні війська Німеччини — вид Збройних сил, призначений для ведення бойових дій переважно на суші. Сухопутні війська є найбільш численними, різноманітними за озброєнням та способами бойових дій. За своїми бойовим можливостям вони здатні самостійно або у взаємодії з іншими видами збройних сил вести наступ з метою розгрому угруповань противника і оволодіння його територією, завдавати вогневих ударів на велику глибину, відбивати вторгнення противника, знищувати його повітряні та морські десанти, міцно утримувати займані території, райони і рубежі.
В організаційному відношенні сухопутні війська складаються з підрозділів, у своєму складі мають різні роди військ, спеціальні війська і служби.
Всього у складі сухопутних сил: 23 бригади[уточнити] (дев'ять розгорнутих механізованих, дві повітряно-десантні, дві матеріально-технічного забезпечення, гірсько-піхотна, повітряно-механізована, армійської авіації, артилерійська, інженерна, ППО, військ РХБЗ та три механізовані скороченого складу), командування сил спеціального призначення; німецький компонент франко-німецької бригади.

### Сили спеціального призначення (KSK)
KSK (абр. від нім. Kommando Spezialkräfte, укр. Сили спеціального призначення) — підрозділ сил спеціальних операцій Бундесверу і велике з'єднання бригадного рівня у складі Сухопутних військ, що призначене для проведення таємних операцій, гібридної війни, захоплення або знищення важливих цілей, боротьби з тероризмом, розвідки, пошуково-рятувальних операцій, евакуації, захисту високопоставлених осіб, а також виконання функцій військових радників; KSK знаходиться в оперативному підпорядкуванні Дивізії швидкого реагування (абр. DSK, нім. Division Schnelle Kräfte) і дислокується у вюртемберзькому Кальві.
При створенні KSK за взірець бралися британська Спеціальна повітряна служба, Сили спеціальних операцій армії США та спецпідрозділ Федеральної поліції Німеччини GSG 9.
З моменту свого створення 20 вересня 1996 року цей підрозділ брав участь у багатьох спецопераціях, зокрема, у пошуку та затриманні військових злочинців на території колишньої Югославії та під час війни в Афганістані в 2001—2021 роках. Цей підрозділ та його операції підлягають суворому режиму секретності. Навіть після завершення операцій довго не оприлюднювалися будь-які відомості про результати операцій.

## Структура сухопутних військ

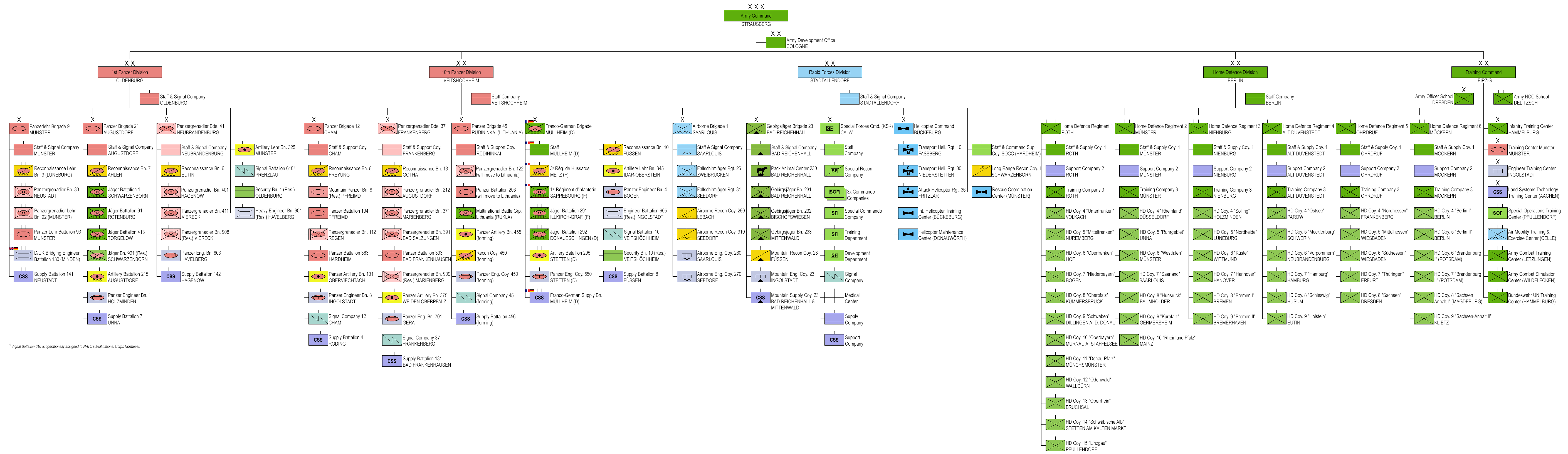
Структура сухопутних військ Німеччини 2025

- 1-ша танкова дивізія[en] (Ольденбург)
  - 9-та танкова бригада[en]
  - 21-ша танкова бригада
  - 41-ша механізована бригада
  - 43-тя механізована бригада[en] (Нідерланди)
- 10-та танкова дивізія[en] (Файтсгехгайм)
  - 12-та танкова бригада
  - 13-та легка бригада[en] (Нідерланди)
  - 37-ма механізована бригада
  - 45-та танкова бригада[en]
  - Франко-німецька бригада[en]
- дивізія швидкого реагування[en] (Штадталлендорф)
  - 1-ша аеромобільна бригада
  - 11-та аеромобільна бригада[en] (Нідерланди)
  - 23-тя гірсько-піхотна бригада[en]
  - Командування ССО[en]
  - Гелікоптерне командування[en]
- Дивізія територіальної оборони (Берлін)
  - 1-й полк територіальної оборони (Рот)
  - 2-й полк територіальної оборони (Мюнстер)
  - 3-й полк територіальної оборони (Нінбург)
  - 4-й полк територіальної оборони (Альт-Дуфенштедт)
  - 5-й полк територіальної оборони (Ордруф)
  - 6-й полк територіальної оборони (Альтенграбов)

## Військові звання
Структура звань німецької армії відповідає ранговій структурі НАТО. На відміну від своїх попередників, сучасна німецька армія не використовує звання генерал-полковника.
Найвищий ранг для офіцера є генерал-лейтенант, а звання генерала зарезервовано для начальника штабу Збройних сил і офіцерів, які служать як посадові особи НАТО.
Кандидати в офіцери не мають вислужити через всі рядові звання, а отримують звання лейтенанта після 36 місяців служби.
|  |  |  |  |  |  |

|  |  |  |  |  |

|  |  |  |  |  |

|  |  |  |  |  |

|  |  |  |  |  |

|  |  |  |  |  |